# Huis Appeltern

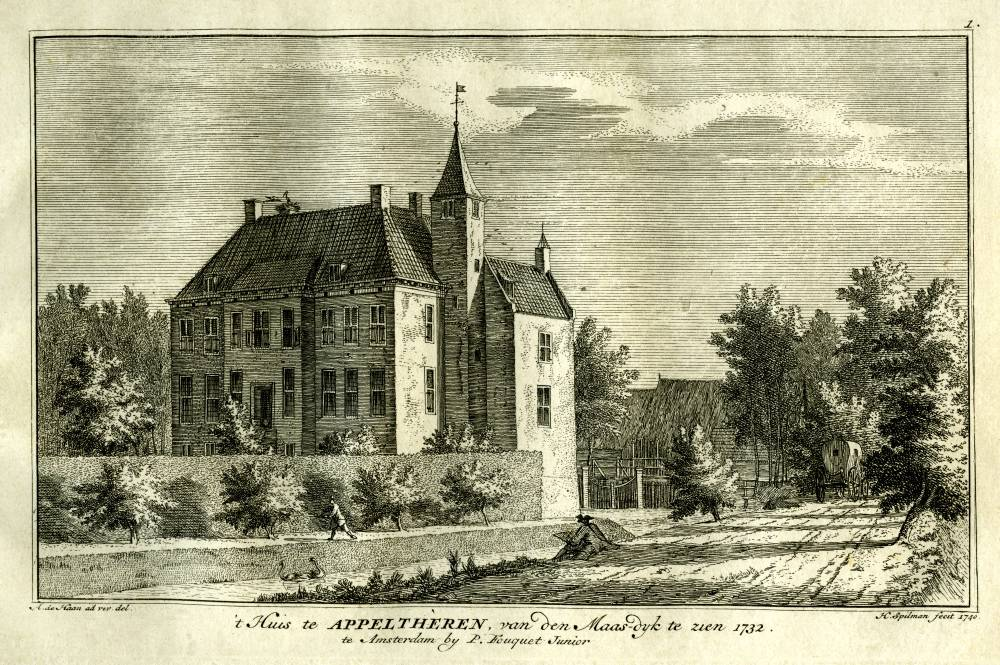
Abraham de Haen/Hendrik Spilman: t Huis te Appeltheren, van den Maasdijk te zien 1732.

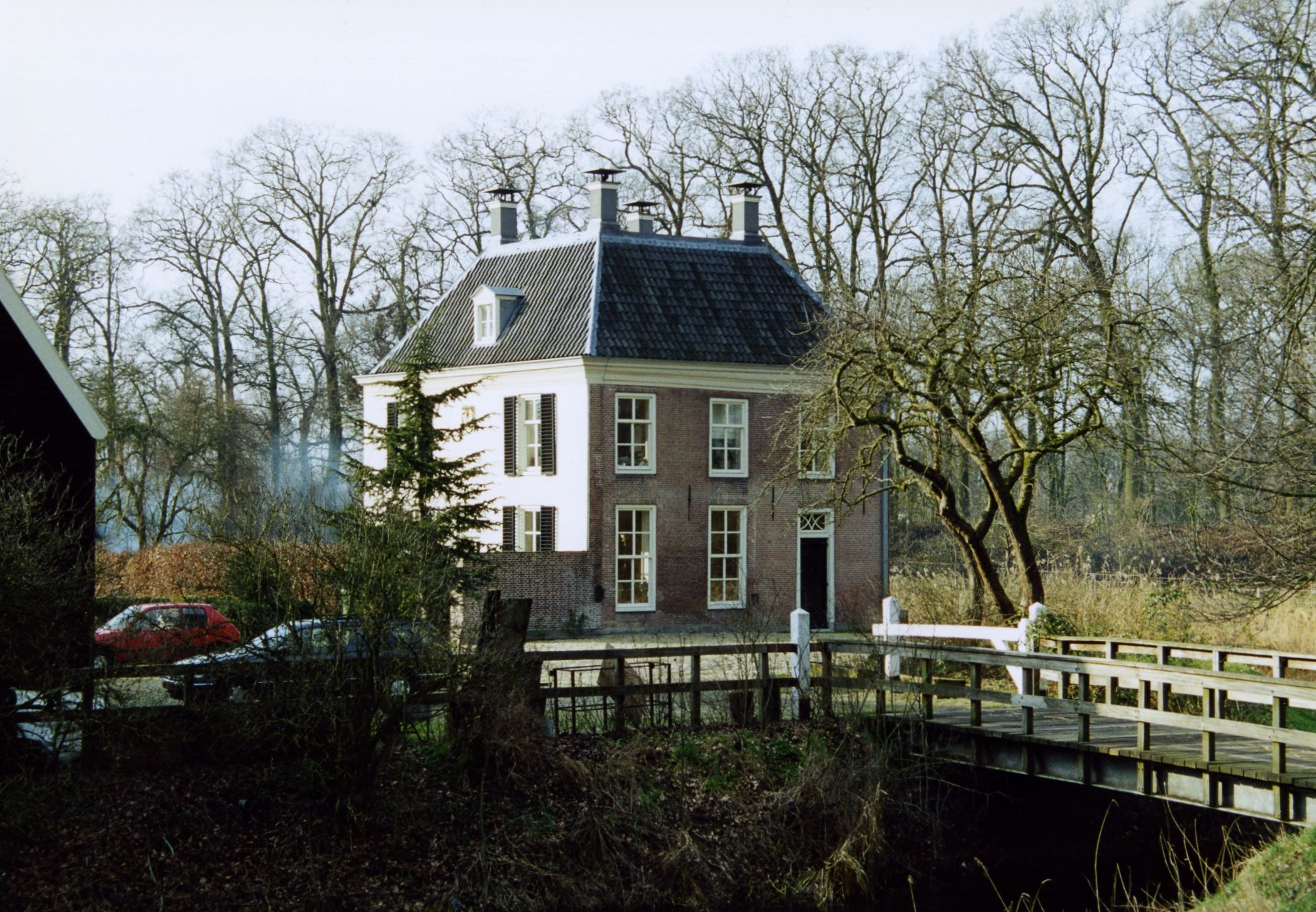
Huis Appeltern in 2010

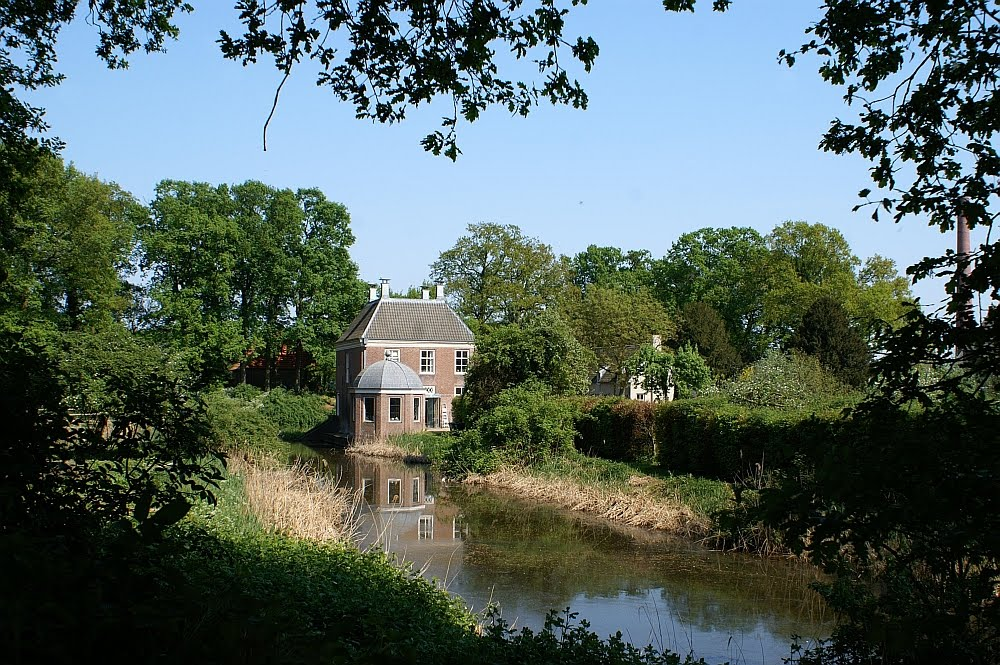
De Heerlijkheid Appeltern met het voormalige washuis in 2012

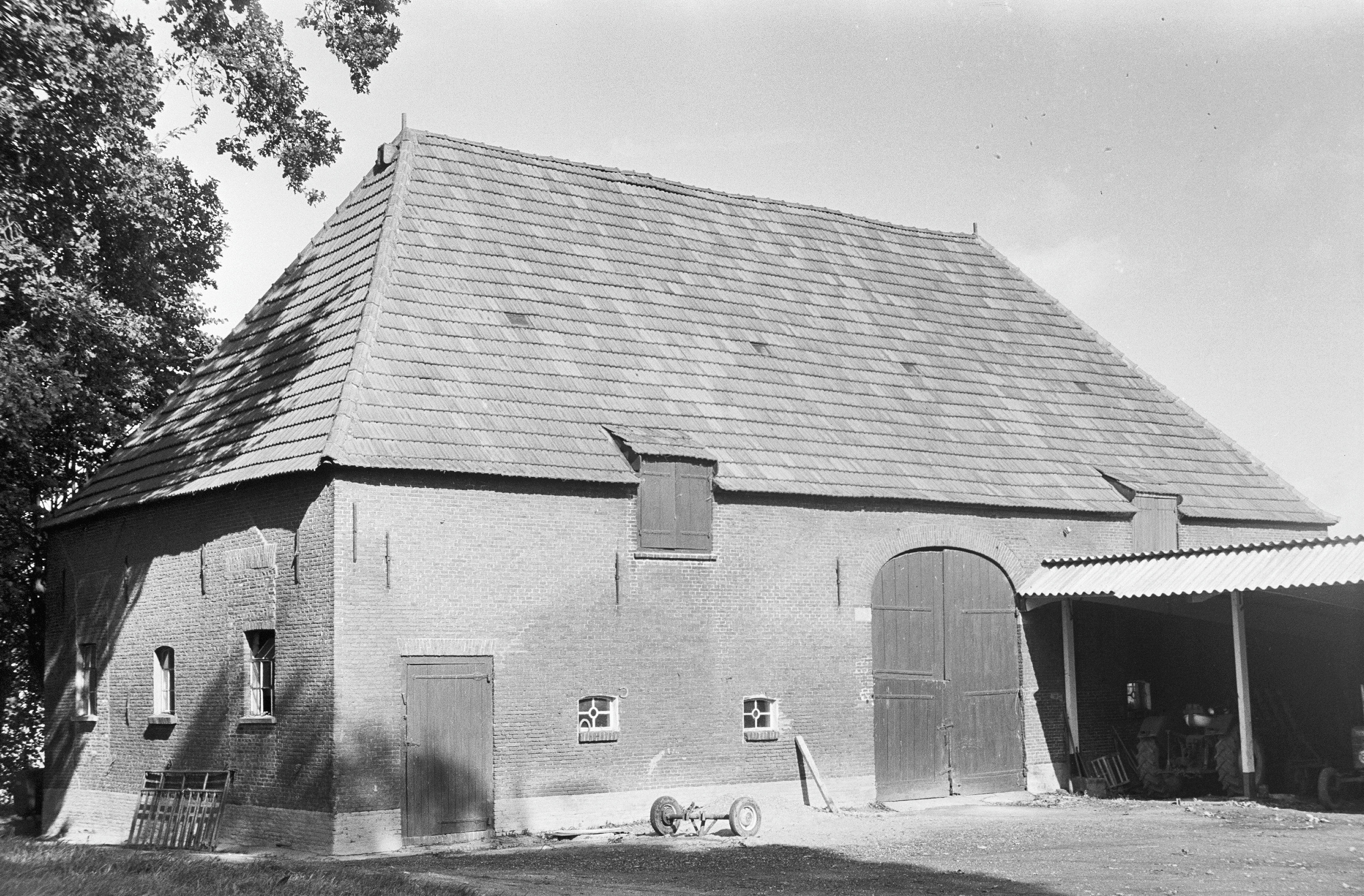
Een van de bouwhuizen, in 1967

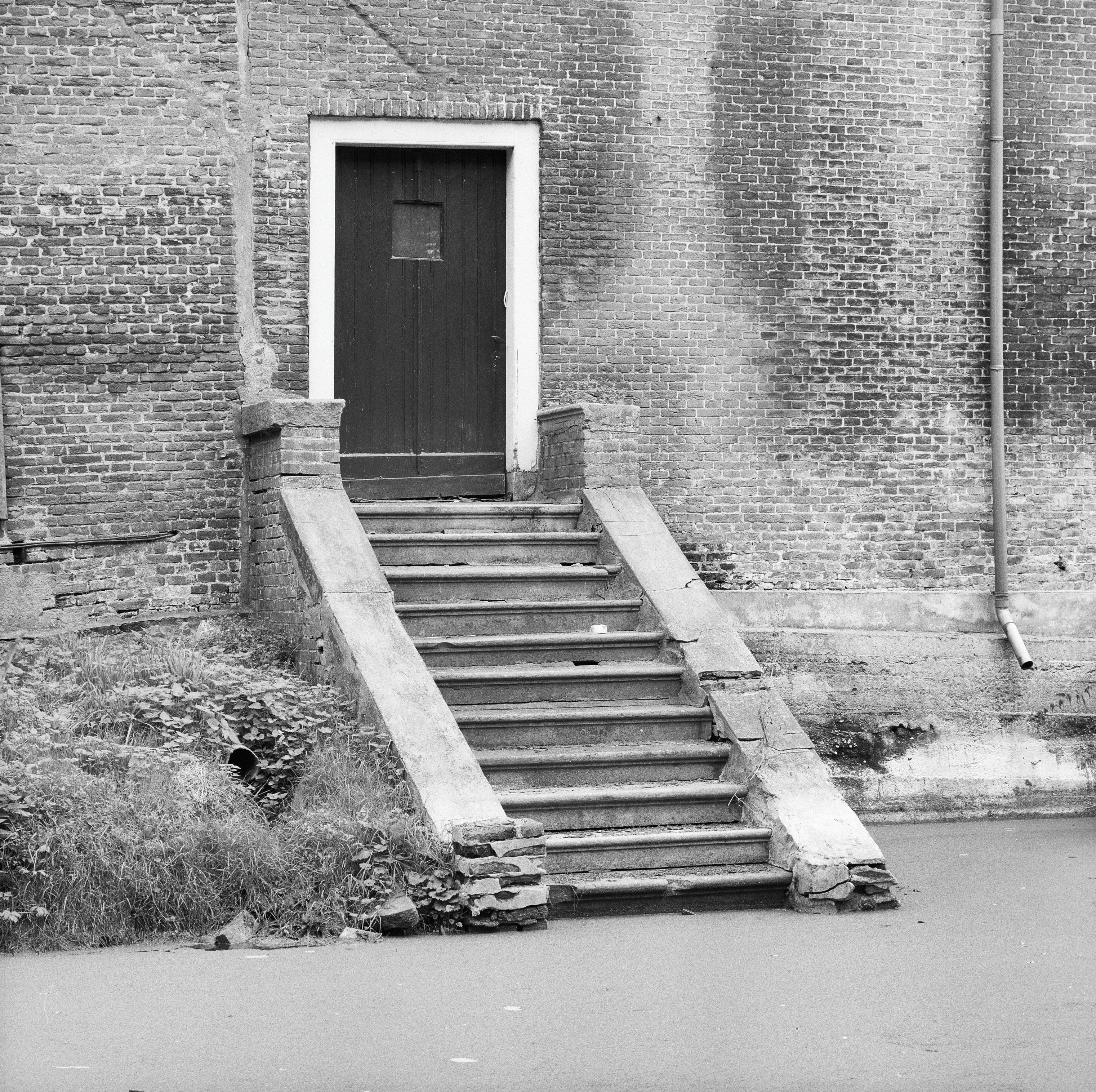
Deur en trap van het washuis naar de slotgracht

De Huis Appeltern is een kasteel en landgoed ten oosten van het dorp Appeltern in de Nederlandse provincie Gelderland. Het landgoed meet 38 hectare en bestaat uit weilanden, bossen, een historisch park en een kasteelplaats met daarop het Huis Appeltern, aan de Maasdijk 6. Enkele monumentale bijgebouwen staan nog overeind. Het Huis Appeltern is een rijksmonument.
Aan het Huis Appeltern was de gelijknamige heerlijkheid verbonden.

## Geschiedenis

Stamwapen van het geslacht Van Appeltern

In de 12e eeuw ontstond het eerste kasteel. De oudst bewaarde documenten waarmee belening van het "huys ende hoffstadt tot Appelteren" kan worden vastgesteld, dateren van 1379. Het leen betrof landerijen, een dwangmolen en gerichten in de omgeving. Tegen het eind van de veertiende eeuw werd het kasteel bewoond door het geslacht Van Appeltern. en in 1484 werd het verworven door de familie Van Gendt tot het in 14 door erfenis toeviel aan Willem van Renesse van Baer.
In 1672 werd het huis door Franse troepen grotendeels verwoest en door schulden duurde herbouw lang. In 1687 werden kasteel en landgoed door de familie Sweerts de Landas gekocht, waarna zij het kasteel tot landhuis lieten verbouwen. In 1709 kwam het landhuis als bruidsschat in handen van de familie Van der Capellen.
Eind achttiende eeuw werden twee ‘bouwhuizen’ gebouwd, bedrijfsgebouwen ten dienste van het agrarische bedrijf dat toentertijd ter plaatse werd uitgeoefend. Rond 1800 is ten noorden van de ringdijk rond de kasteelplaats een park aangelegd met daarin een sterrenbos (een bos met een stervormig lanenpatroon). In de tweede helft van de 19e eeuw is het landhuis vanwege bouwvalligheid grotendeels gesloopt. Het voormalige dienstengebouw dat de noordvleugel van het kasteel is geweest, het zogenaamde washuis, werd eind achttiende eeuw nog gerenoveerd en het werd bij de sloop gespaard. De beide bouwhuizen werden evenmin gesloopt. Telgen van de familie Van der Capellen bewoonden het landgoed tot 1969. Ahoud schreef dat de familie Van Rechteren sinds de achttiende eeuw tot 1968 het landgoed bezat.

### Aan het Volk van Nederland
De bekendste telg uit deze familie, de voorman van de Nederlandse Patriotten Joan Derk van der Capellen, schreef in 1781 in het landhuis te Appeltern zijn beroemde oproep aan het volk van Nederland: het Democratisch Manifest, bekend als Aan het Volk van Nederland.
Met Schaduwbeeld of Het geheim van Appeltern wijdde Hella Haasse een historische roman aan deze Van der Capellen. “Om te laten zien dat hij geen eenling was, maar een vertegenwoordiger van een gedachtegoed en een ontwikkeling die je in heel Europa en ook in het jonge Amerika zag”, zoals zij op de flaptekst van het boek liet optekenen.

## Jongste geschiedenis en heden
Sinds 1968 is het landgoed in eigendom van de Maatschappij van Welstand. De kasteelplaats, omzoomd door de voormalige slotgracht bevat restanten van het vroegere landhuis. De bouwhuizen zijn, evenals het ‘washuis’ en de twee resterende toegangspoorten aan de Maasdijk, aangewezen als rijksmonument. Het washuis is in 1995 verbouwd tot woonhuis. Het park werd in 1975 gerestaureerd en voor het publiek opengesteld. In 2014 werd het restant van het sterrenbos gerestaureerd. Bij die gelegenheid is in het park voor Joan Derk van der Capellen een monument opgericht. Tussen zonsopgang en zonsondergang is het landgoed als Heerlijkheid Appeltern voor het publiek vrij toegankelijk.